# Bartholomeus Johannes van Hove

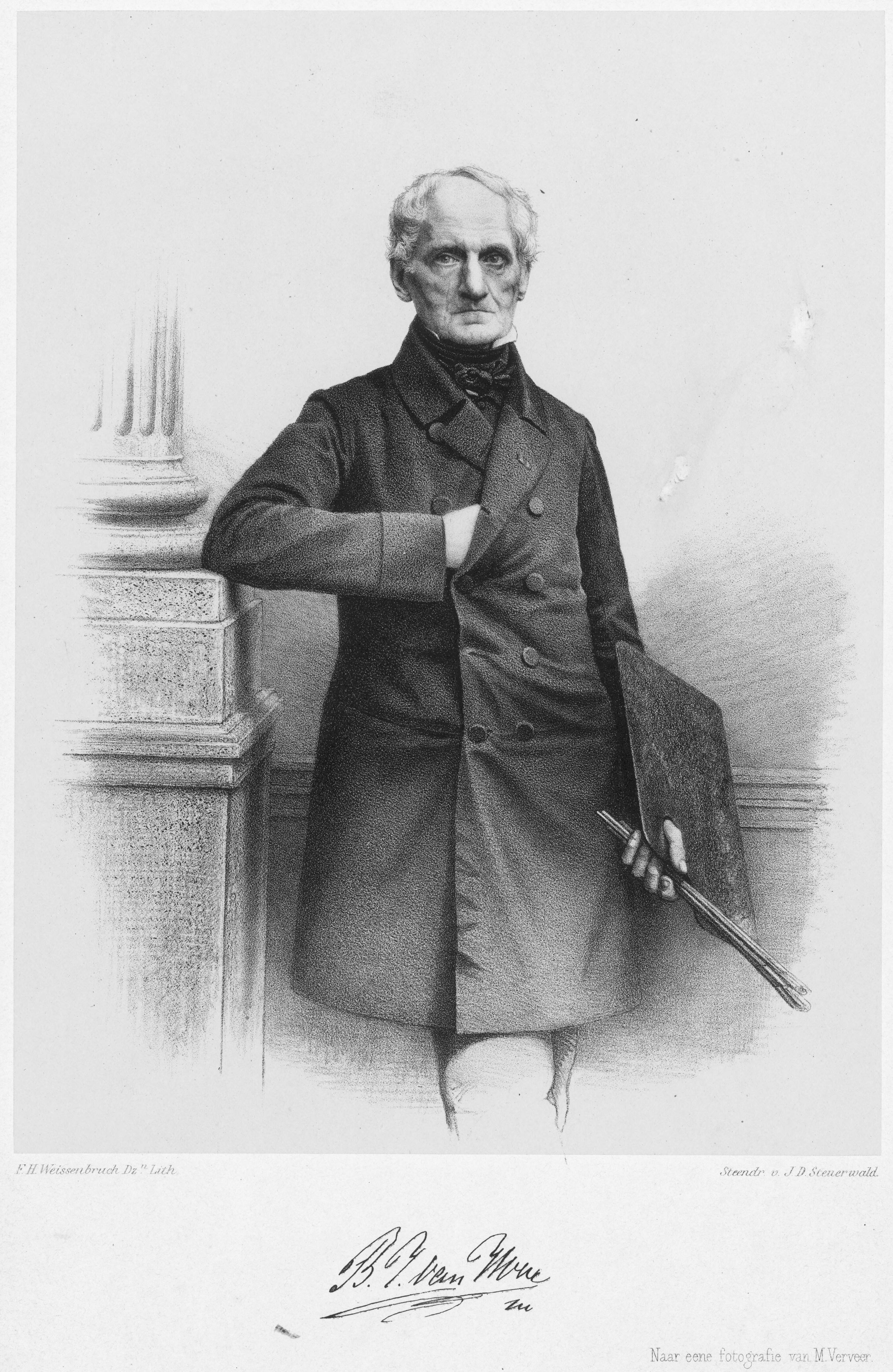
Een oudere Bartholomeus Johannes van Hove geportretteerd door Frederik Hendrik Weissenbruch naar een foto door Maurits Verveer

Bartholomeus Johannes van Hove (Den Haag, 28 oktober 1790 - aldaar, 8 november 1880) was een Nederlands kunstschilder en decorateur.

## Biografie
Van Hove was zoon van een Haagse lijstenmaker. Hij kreeg zijn eerste tekenlessen in zijn vaders atelier en volgde later lessen bij Joannes Breckenheijmer en de Haagsche Teeken-Academie.
Van Hove werd in 1820 benoemd tot hoofdonderwijzer aan de Teeken-Academie; in september 1839 werd hij opgevolgd door Jacobus Josephus Eeckhout. In die hoedanigheid werd hij de leermeester van onder anderen Johannes Bosboom, Wijnand Nuijen, Charles Leickert, Sam Verveer, Carel Jacobus Behr en Jan Hendrik Weissenbruch. In 1823 maakte hij in opdracht van het ministerie van Oorlog een serie gewassen pentekeningen van de verschillende in het Nederlandse leger gedragen uniformen.
Behalve kunstschilder was Van Hove ook sinds 1808 decorateur, en in 1829 volgde hij zijn leermeester Breckenheijmer op als toneelschilder bij de Haagse Schouwburg. Hij ging zijn drie jaar oudere neef Andreas Schelfhout, die ook in 1808 als 'verversgezel' aantrad, voor. Deze tak van schilderkunst zou hem gedurende zijn leven de meeste erkenning bezorgen. 
Behalve toneeldecors schilderde Van Hove voornamelijk stadsgezichten en kerkinterieurs in een romantische stijl. Zijn vroege werken worden gekenmerkt door een fijne, gedetailleerde schilderstijl, die sterk contrasteert met de breed opgezette, veelkleurige toneeldecors. Zijn stadsgezichten en kerkinterieurs zijn veelal gestoffeerd met figuren, die in een aantal gevallen door zijn zoon Huib werden ingeschilderd. Ook zoon Johannes schilderde. Zijn latere stadsgezichten zijn losser en vlotter en tonen een op grijs afgestemd coloriet.
In de Haagse schilderswereld van die tijd was Van Hove een bekende persoonlijkheid en in 1847 was hij een van de oprichters van Pulchri Studio. Tevens werd hij de eerste voorzitter van dit schilderkundig genootschap, een functie die hij tot 1851 bekleedde. Daarnaast was hij lid van het in Amsterdam gevestigde Arti et Amicitiae, waarvan hij in 1874 erevoorzitter werd. Van 1819 tot 1879 nam hij onafgebroken deel aan de tentoonstellingen van Levende Meesters.
Hij speelde een belangrijke rol in de ontwikkeling van de 19e-eeuwse schilderkunst door zijn vele leerlingen. Hij wist zijn vakmanschap over te brengen op een omvangrijke groep kunstenaars, van wie met name Bosboom en Weissenbruch tot grote hoogte zouden stijgen.
Een opvallend werk van Bartholomeus Johannes van Hove is het op moirézijde geschilderde wapen van het Koninkrijk der Nederlanden dat hij in 1840 voor ƒ 300,- op de rijksstandaard schilderde. Deze rijksstandaard werd sindsdien bij alle inhuldigingen gebruikt.

## Kunstenaarsfamilie
Hij was zoon van Huijbertus van Hove en Joanna Sophia Lis. In het nageslacht van Bartholomeus Johannes van Hove en zijn echtgenote Catharina Maria Christina van den Braak komen meerdere kunstenaars voor: 

- Bartholomeus Johannes van Hove (1790-1880), schilder
  - Hubertus (Huib) van Hove (1814-1865), schilder
    - Cornelia van Hove; getrouwd met Charles Van der Stappen (1843-1910), beeldhouwer

  - Johannes Huybertus van Hove (1827-1881), schilder en graveur
    - Bartholomeus Johannes Wilhelmus Maria (Bart) van Hove (1850-1914), beeldhouwer
    - Gerardus Johannes Bartholomeus (Gerard) van Hove (1877-1936), schilder

## Werken van Bartholomeus Johannes van Hove

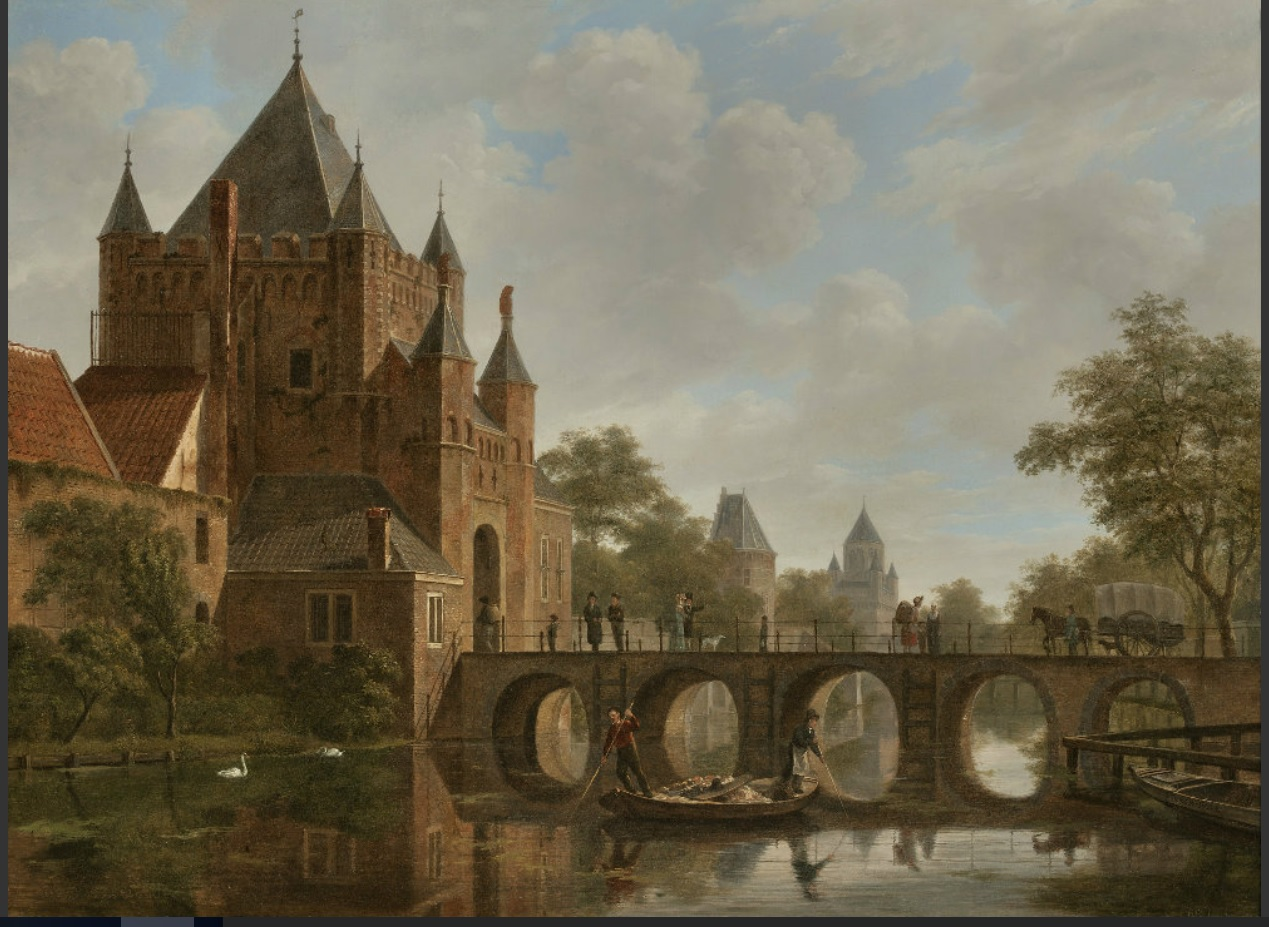
Grote Houtpoort in Haarlem (c. 1820)
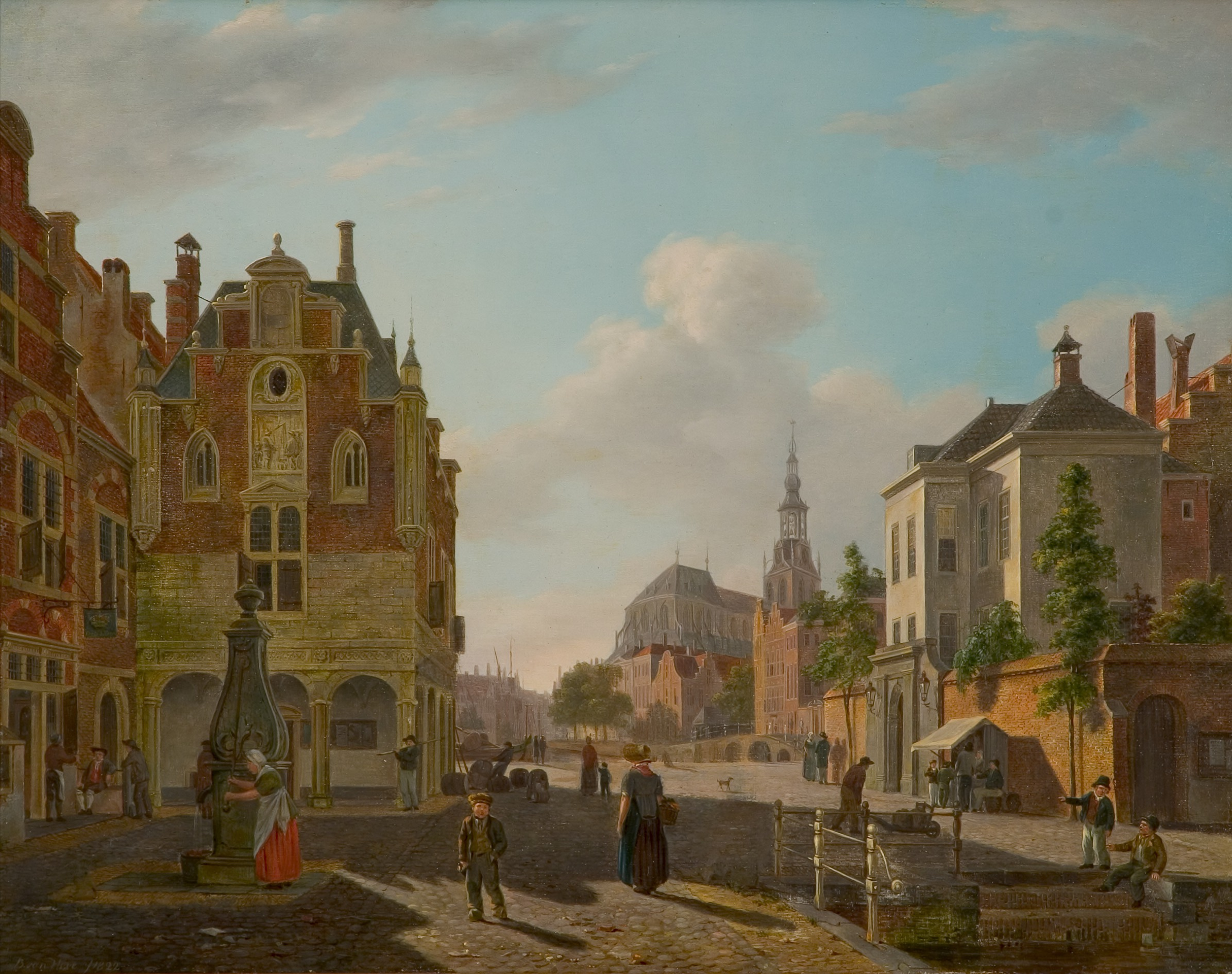
Stadsgezicht (1822)
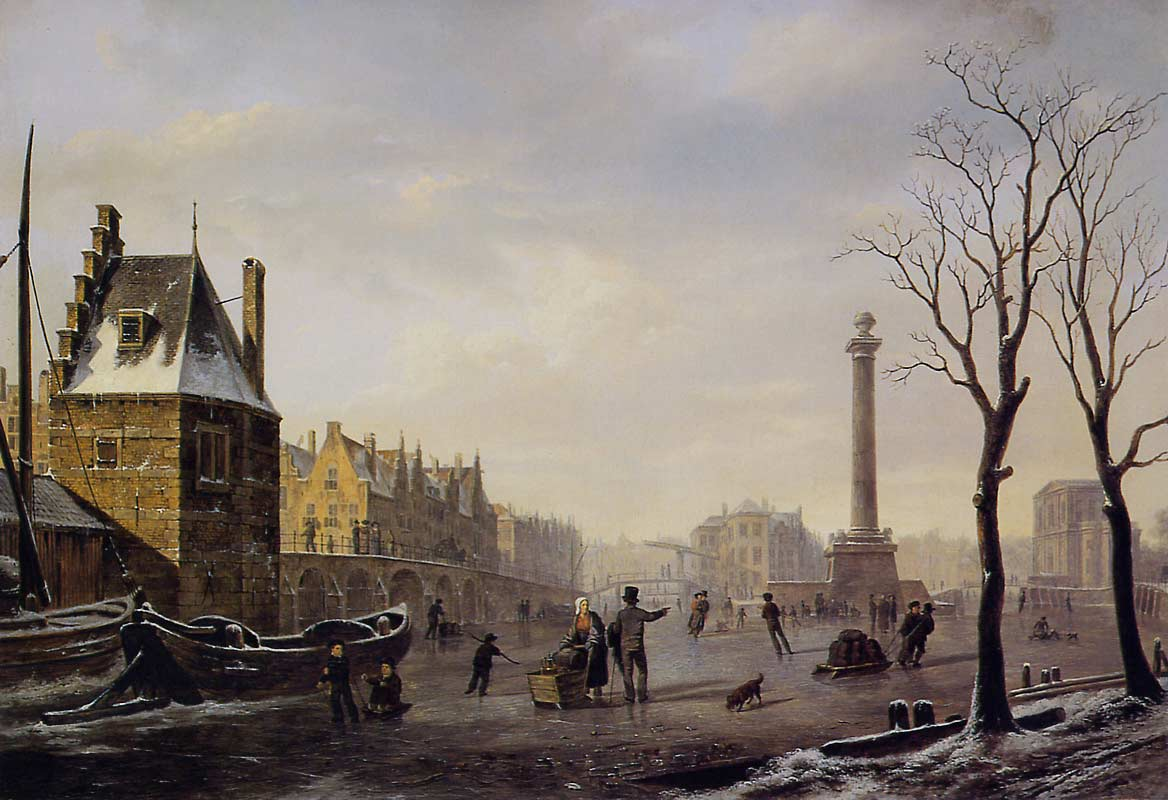
Rotterdam: Pompenburg met Hofpoort in de winter (ca. 1825)
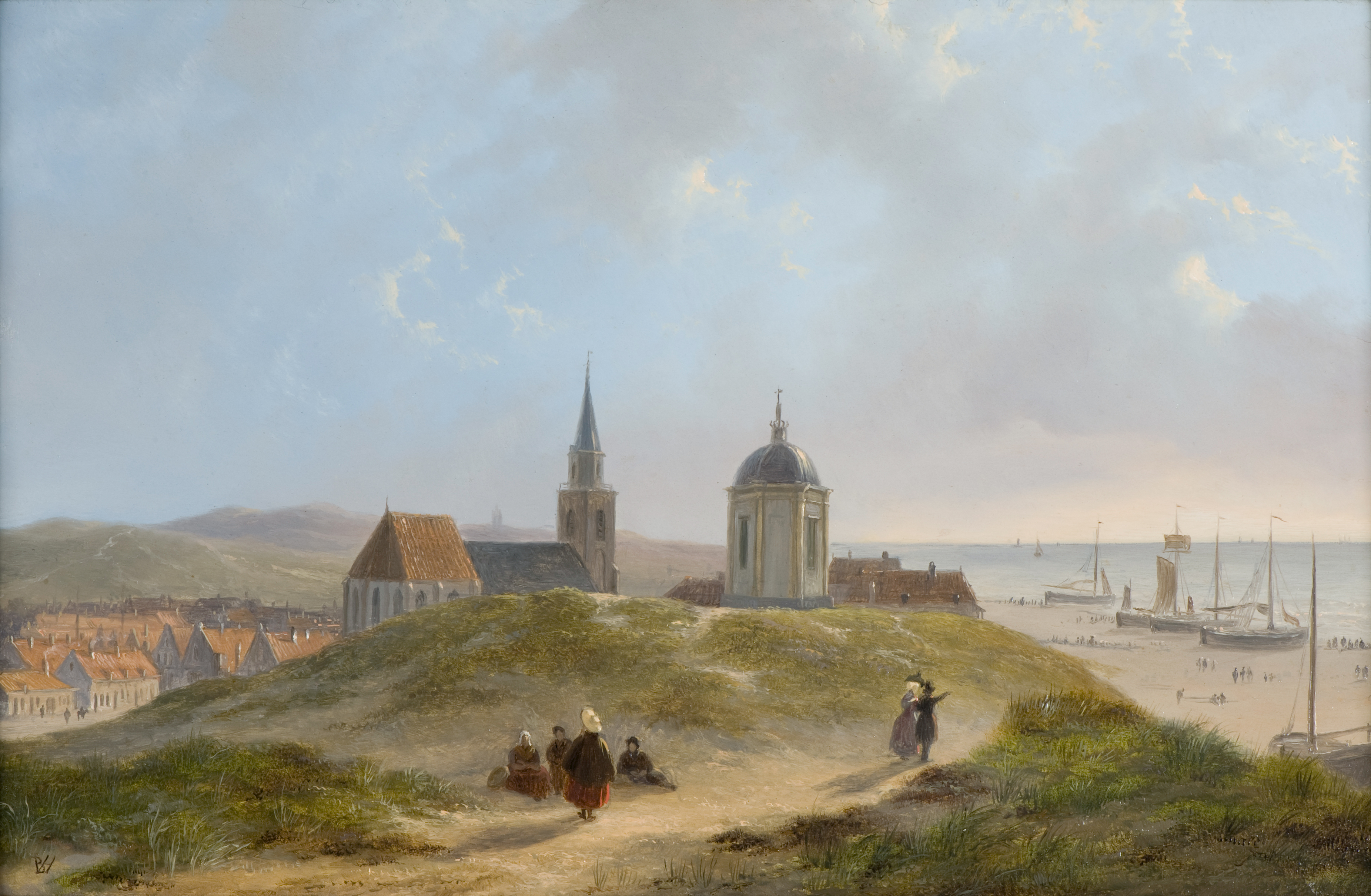
Zicht op Scheveningen (tussen 1825 en 1850)
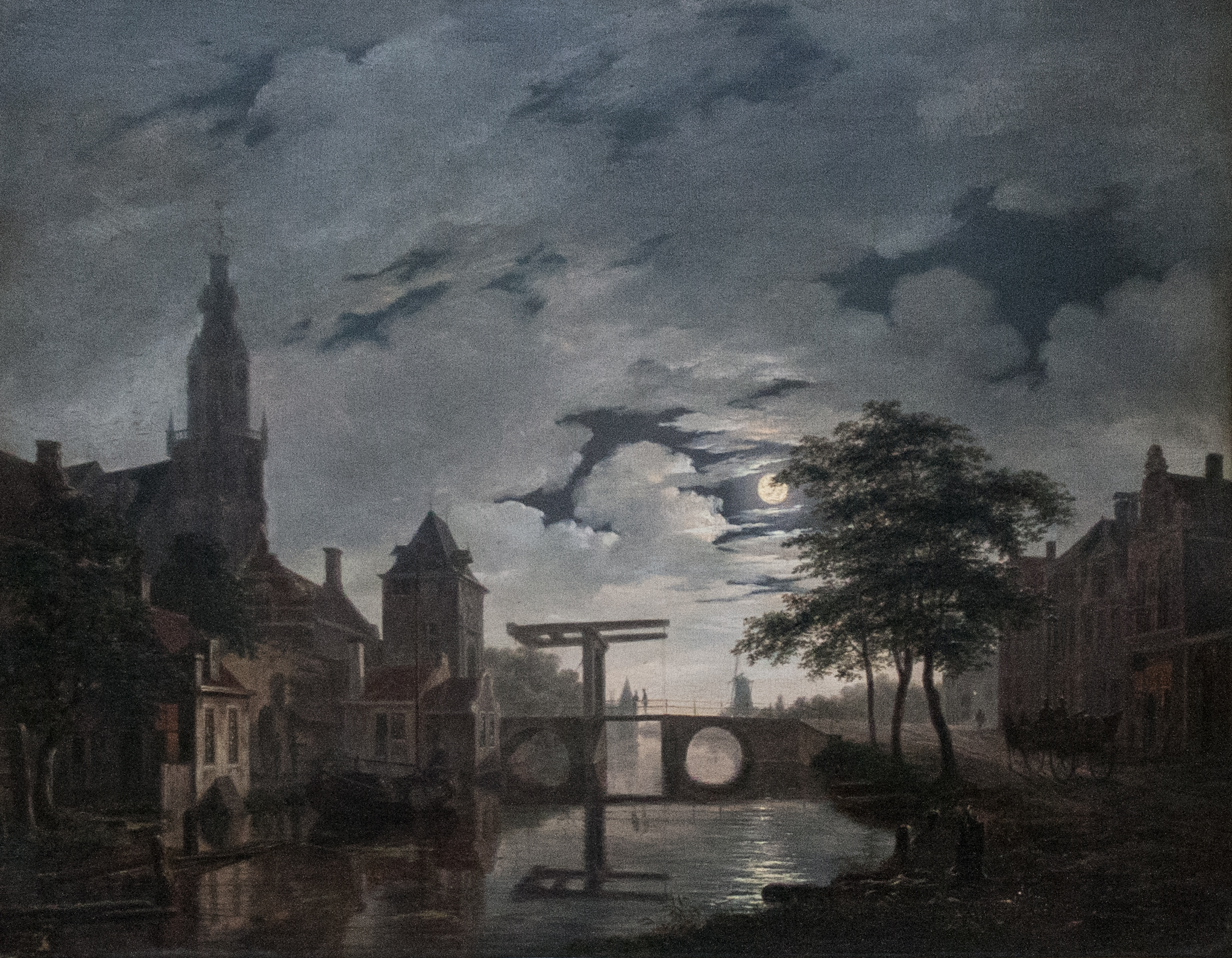
Hollandse stad bij maanlicht (ca. 1826)

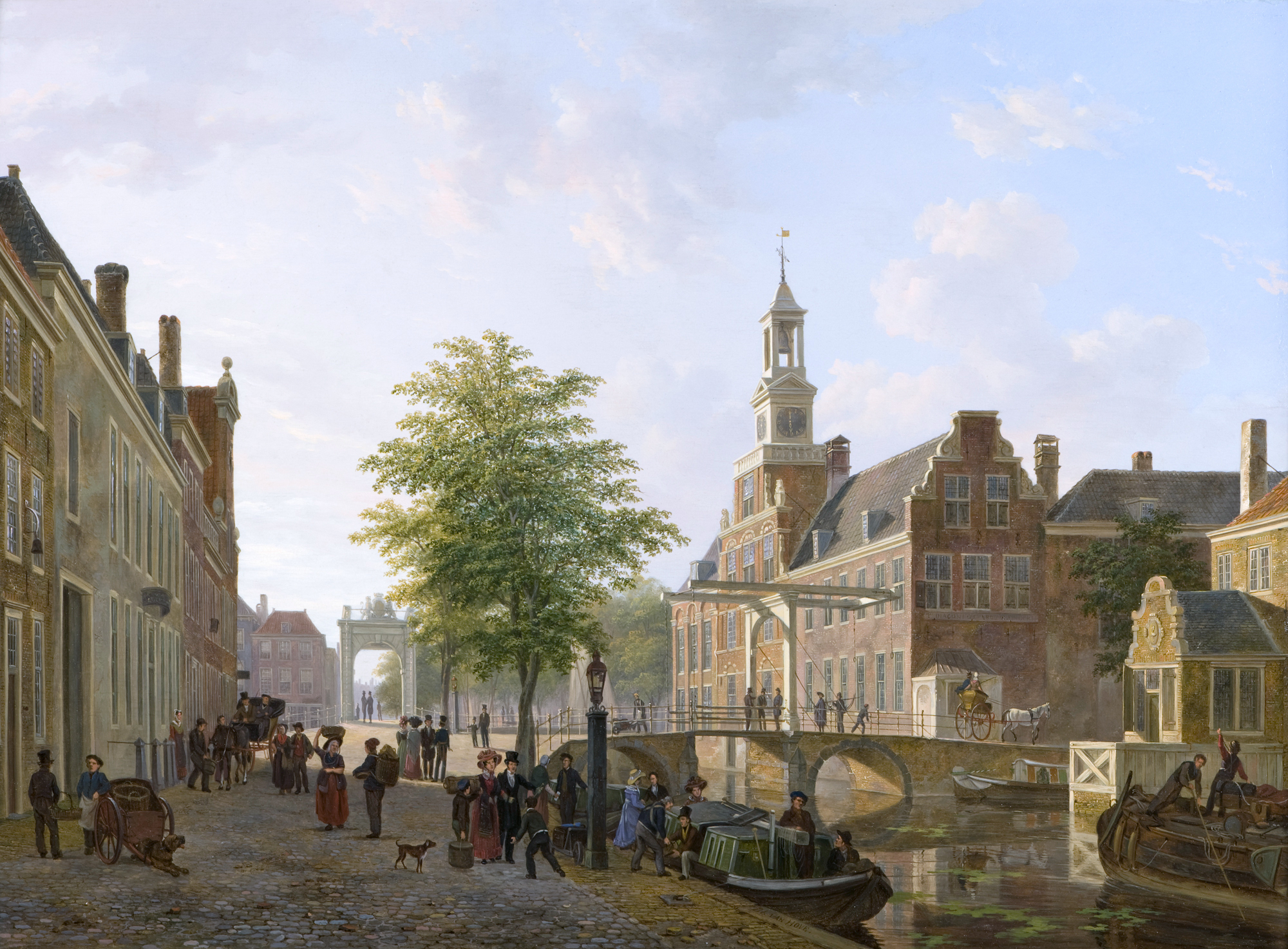
Gezicht op het Oude Vrouwen- en Kinderhuis aan het Zieken, Den Haag (ca. 1830)
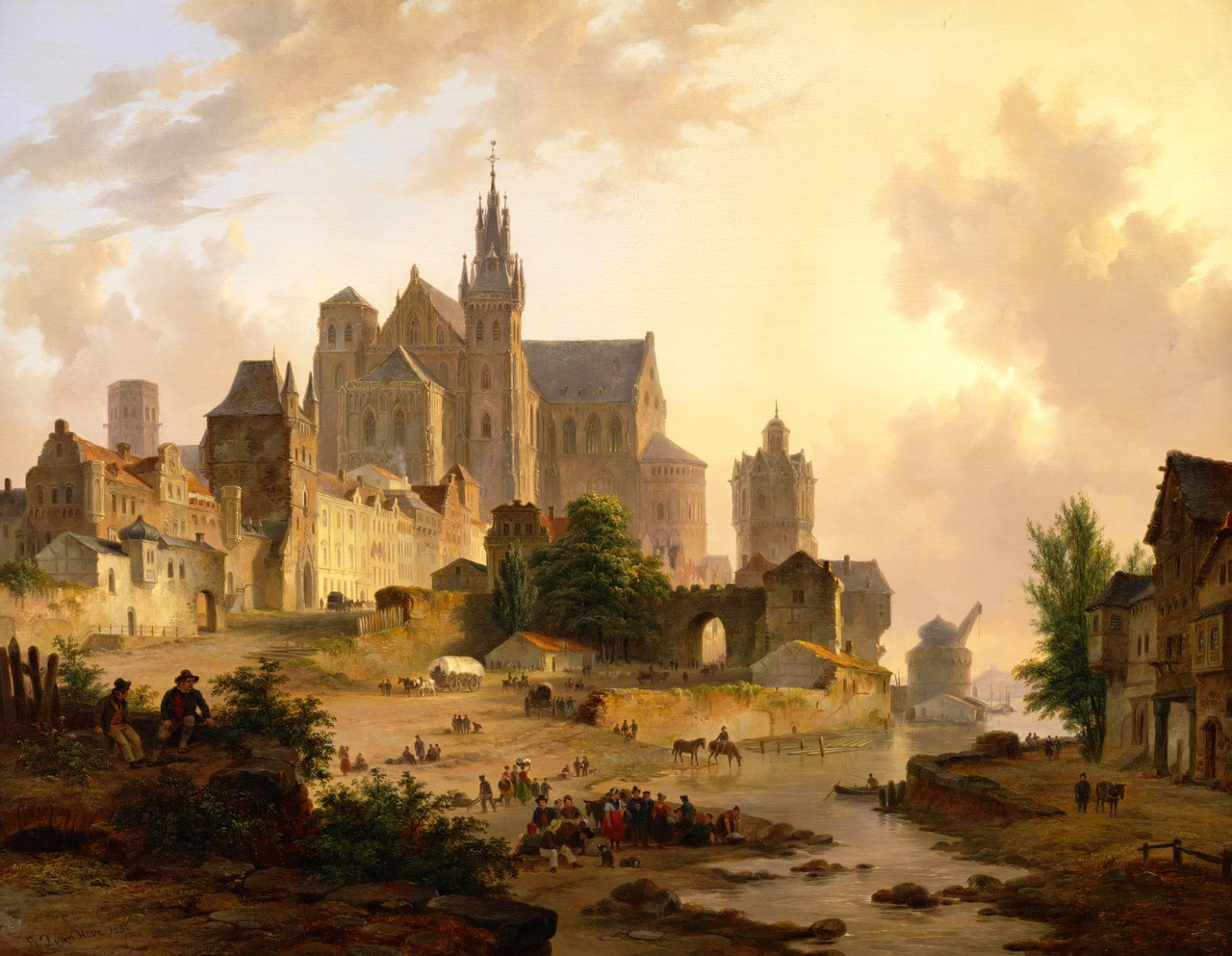
Stadsgezicht aan de Rijn bij ondergaande zon (1836)
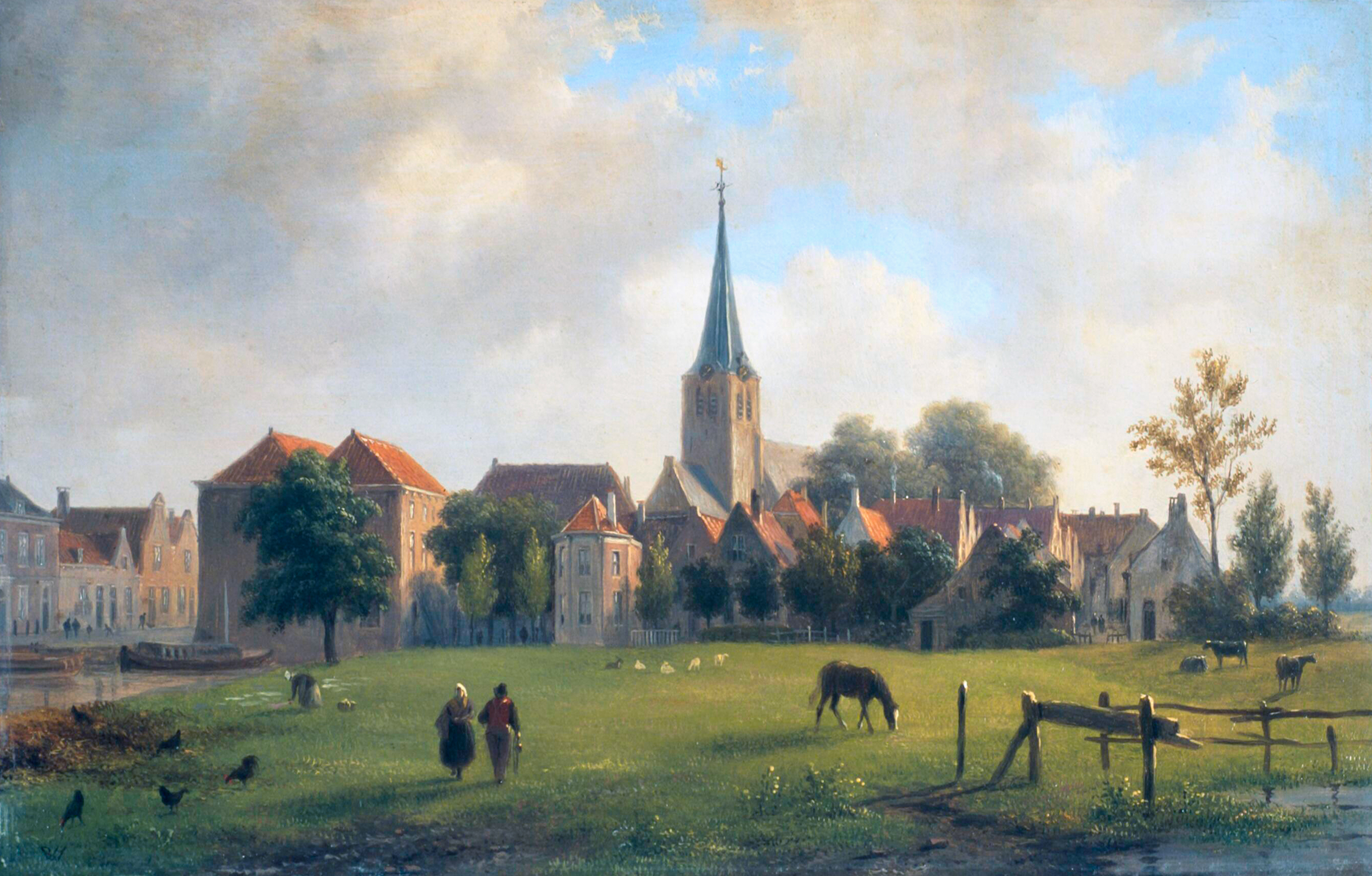
Gezicht op Rijswijk (tussen 1805 en 1860)
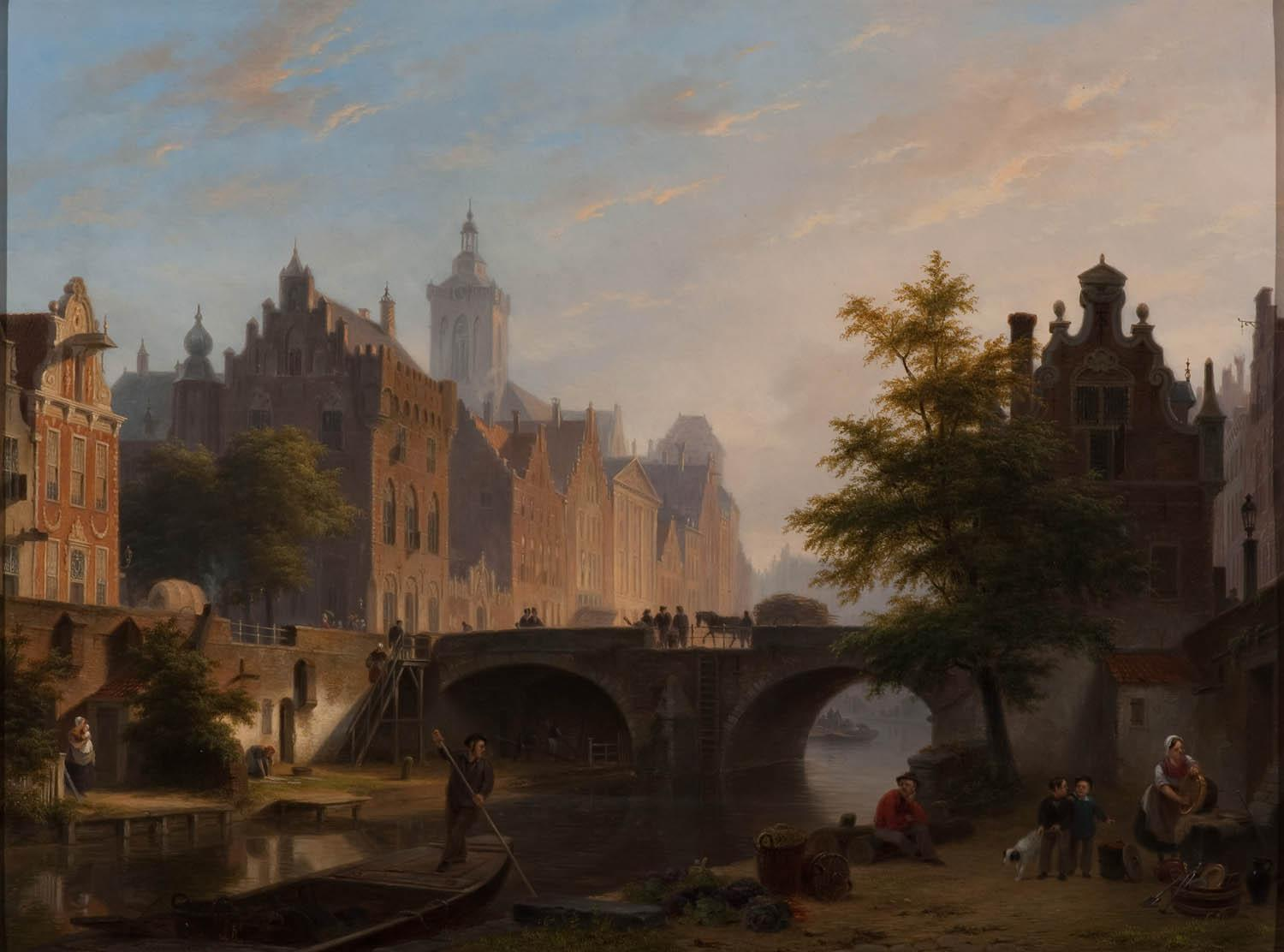
Oudegracht in Utrecht (datum onbekend)
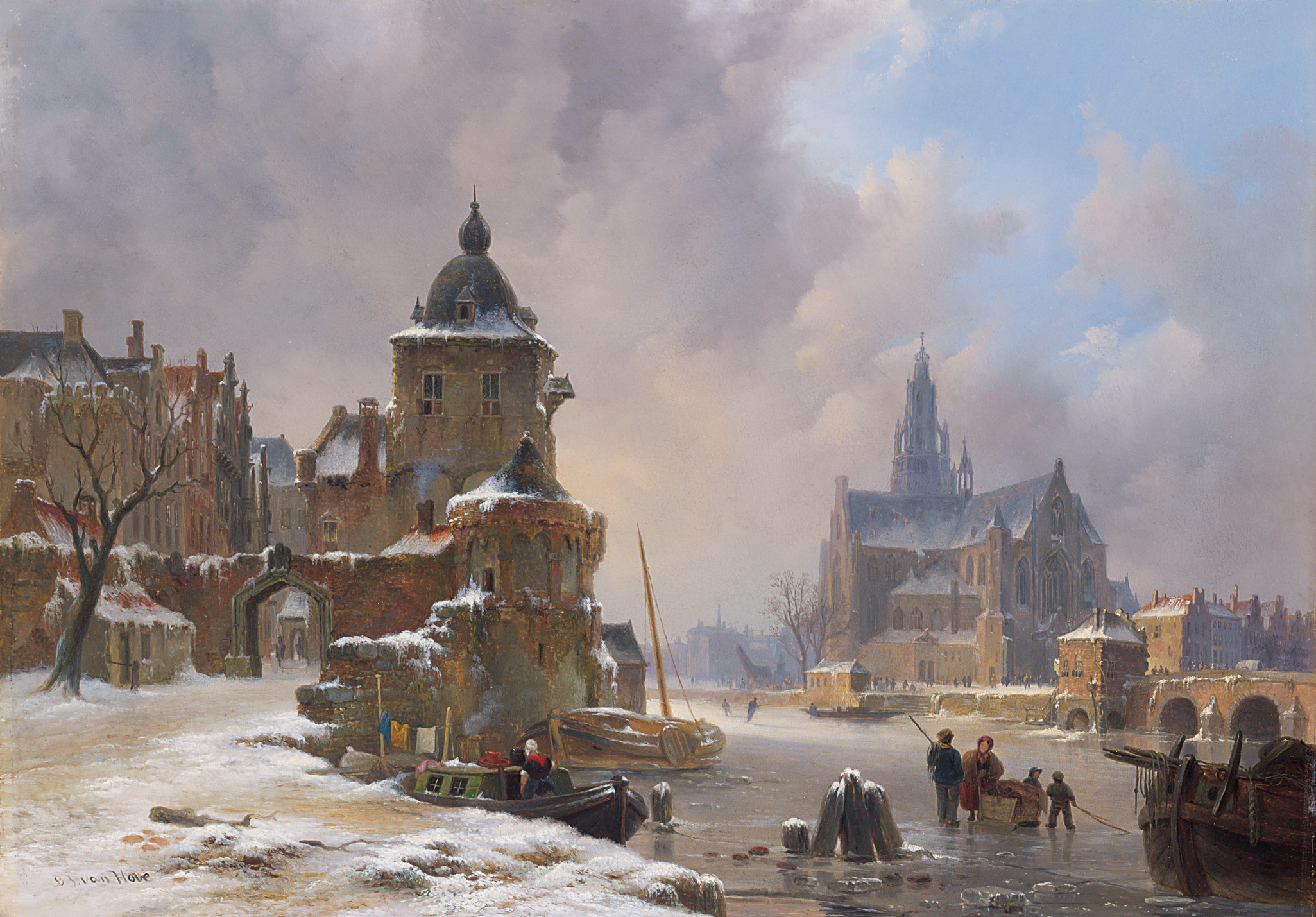
Winterlandschap met bevroren rivier (datum onbekend)

- Auckland Art Gallery Toi o Tāmaki: 1820
- Bibliothèque nationale de France: cb14966565x (data)
- Biografisch Portaal: 36406058
- Gemeinsame Normdatei: 117535400
- International Standard Name Identifier: 0000 0000 6662 5629
- Library of Congress Control Number: no2013126573
- Nationale Bibliotheek van Letland: 000257220
- Nederlandse Thesaurus van Auteursnamen: 070090386
- RKD-Nederlands Instituut voor Kunstgeschiedenis: 40092
- SNAC: w61k0tqb
- Union List of Artist Names: 500010388
- Virtual International Authority File: 49495820